# Conde de Figueiredo Magalhães
Conde de Figueiredo Magalhães é um título nobiliárquico criado por D. Carlos I de Portugal, por Carta de 6 de Setembro de 1894, em favor de Francisco Bento Alexandre de Figueiredo Magalhães, antes 1.º Visconde de Gumiei (em grafia antiga Gomiei).
Titulares
1. Francisco Bento Alexandre de Figueiredo Magalhães, 1.º Visconde de Gumiei e 1.º Conde de Figueiredo Magalhães.